# Bolbosoma bobrovoi
Bolbosoma bobrovoi är en hakmaskart som beskrevs av Krotov och Delamure 1952. Bolbosoma bobrovoi ingår i släktet Bolbosoma och familjen Polymorphidae. Inga underarter finns listade i Catalogue of Life.